# Barnaby Jones
Barnaby Jones é uma série de TV estadunidense sobre um detetive particular de Los Angeles que tem como parceira de investigações a sua nora. Exibida pela CBS de 28 de janeiro de 1973 até 3 de abril de 1980, num total de 8 temporadas e 178 episódios de 60 minutos. No Brasil a série foi exibida pela Rede Bandeirantes na década de 1970. 
O personagem Barnaby Jones foi apresentado na terceira temporada de Cannon, no episódio "Requiem for a Son" de 1973. O episódio em duas partes denominado "The Deadly Conspiracy" (1975) começou em Cannon e foi concluído em Barnaby Jones.

## Elenco principal
- Buddy Ebsen…Barnaby Jones
- Lee Meriwether…Betty Jones
- John Carter …Tenente John Biddle
- Mark Shera…Jedediah Romano - J.R. (a partir de 1976)

### Astros convidados
Conlan Carter, Gary Lockwood, Stefanie Powers, Wayne Rogers, William Shatner, Leslie Nielsen, Richard Anderson, Claude Akins, Carl Betz, Meredith Baxter Birney, Bill Bixby, Jack Cassidy, Geraldine Brooks, Richard Bull, Dabney Coleman, Jackie Coogan, Glenn Corbett, Cathy Lee Crosby, Meg Foster, Anne Francis, Lynda Day George, Richard Hatch, James Hong, Claudia Jennings, Margot Kidder, Geoffrey Lewis, Ida Lupino, Roddy McDowall, George Maharis, Nick Nolte e Jessica Walter.
Outros: Morgan Fairchild, Don Johnson, David Hedison, Sean Penn, Don Keefer, Vera Miles, Carl Weathers, Robert Webber, Joan Van Ark, Larry Hagman, Mark Goddard, Shelley Fabares, Susan Dey, Daniel J. Travanti, James Woods, Tommy Lee Jones, Patrick O'Neal e Ed Flanders e outros.
Nas últimas temporadas, Wayne Maunder da série de faroeste Lancer e Ron Hayes, que interpretou o xerife no episódio "Target for a Wedding".

## Tramas
Depois de Barnaby Jones ter trabalhado muitos anos como detetive particular, ele se aposentou e deixou o escritório para seu filho Hal. Quando Hal foi assassinado ao investigar um caso, Barnaby deixa a aposentadoria para encontrar o assassino. Sua nora Betty Jones o ajuda a solucionar o caso. Os dois gostaram de trabalhar juntos e resolvem continuar com a agência de detetives. Ao contrário de outros detetives, Jones gosta de beber leite.
Até o cancelamento de Cannon, os personagens de ambos os seriados apareciam nos dois programas.
Em 1976, o personagem J. R., filho de um primo de Barnaby, juntou-se ao elenco. Ele tentava resolver o assassinato de seu pai e pediu ajuda a Barnaby e Betty. Na época, ele estudava Direito. 
Durante a primeira temporada, era comum Jones fazer observações astutas ou coletar pistais tais como a lama de um pneu de carro. Dada a idade avançada (Ebsen já estava com mais de 60 anos de idade durante a série), Jones raramente se envolvia em brigas no climax dos episódios; ele se utilizava de táticas de auto-defesa — batia uma porta no braço armado do vilão, por exemplo — ou outros recursos para derrotar os inimigos.
Com a longa duração da série, Ebsen aos poucos quis aparecer menos nos episódios, deixando os personagens de Meriwether e Shera assumirem a proeminência das tramas; nas últimas duas temporadas, os episódios eram divididos entre os três atores. 
De acordo com o livro de 2003 de Jonathan Etter Quinn Martin, Producer, o programa terminou não porque não era atraente para a audiência jovem  (os fãs da série geralmente eram senhores), mas porque Ebsen teria se cansado do papel. 
Em meados da década de 1990, Meriwether e Shera expressaram interesse num filme de TV de Barnaby Jones, mas Ebsen não quis se juntar ao projeto. Contudo, em 1993, Ebsen reprisou o papel de Barnaby Jones no remake para o cinema de uma série sua anterior, The Beverly Hillbillies (Família Buscapé no Brasil).